# Långsjö (sjö i Raseborg, Nyland)
Långsjö är en sjö i kommunen Raseborg i landskapet Nyland i Finland. Sjön ligger 45,7 meter över havet. Arean är 39 hektar och strandlinjen är 6,09 kilometer lång. Sjön  ingår i Skärgårdshavets kustområde, Åland.   Den ligger omkring 79 km väster om Helsingfors. 
I sjön finns ön Långsjöholmen.